# 유대괴
유대괴(劉大櫆, 1698년 ~ 1779년)는 청나라 시기의 문학가이다.
자는 재보(才甫) 또는 경남(耕南)이고 호는 해봉(海峰)이며 안휘 동성 사람이다. 동성파의 대표적 인물로 꼽히며, 저서로 ≪해봉문집(海峰文集)≫, ≪고문약선(古文約選)≫ 등이 있다.